# 제1차 노예전쟁
제1차 노예전쟁(First Servile War)은 기원전 135년에서 기원전 132년 사이에 진행된 로마 공화정에 대항한 노예 반란이다. 시칠리아의 엔나에서 발생한 노예 반란으로 시작되었다. 노예들의 지도자 시리아 사람 에우누스는 스스로 예언자를 칭했으며, 킬리키아(오늘날의 터키) 사람 클레온이 군사 지휘관이 되었다. 노예들은 처음 몇 차례 작은 승리를 거두었으나 뒤이어 로마의 대군이 시칠리아에 상륙해 반란군을 진압했다.
제2차 포에니 전쟁으로 카르타고인들이 축출된 시칠리아에는 지배권의 이전이 일어났다. 이탈리아 반도의 투기꾼들이 시칠리아 섬으로 몰려들었고, 많은 땅을 헐값에 사들이거나 과거 카르타고파 시칠리아인의 소유였던 땅을 강탈했다.
로마파 시칠리아인들도 동포들에게 고통을 가하는 데 일조했다. 디오도루스 시쿨루스의 기록에 따르면 정치적으로 영향력 있는 노예주들, 대개 로마의 에퀴테스들은 노예들에게 충분한 식량과 의복을 제공하지 않았다. 노예들은 생존을 위해 도적이 되었다. 이런 와중에 가난한 시칠리아인들이 피해를 보았다. 수십 년에 걸친 긴장 끝에 결국 노예들이 반란을 일으켜 전쟁이 발발했다.
노예들의 지도자인 시리아 사람 에우누스는 노예들 사이에 영향력 있는 예언자이자 소환술사라고 받들어졌다.
에우누스가 노예였던 시절 그 주인이 그를 심포지엄의 재간꾼으로 일하게 했는데, 에우누스는 입으로 불을 내뿜는 등의 마술을 부릴 수 있었다. 에우누스는 시칠리아의 사회가 뒤집혀 귀족들이 죽거나 노예가 될 것이고 자신이 왕이 될 것이라고 말했다.
디오도루스 시쿨루스의 기록에 따르면 반란에 참여한 사람은 200,000 명 정도였다는데, 남녀를 모두 헤아리고 아마 어린아이까지 헤아린 숫자일 것이다. 티투스 리비우스는 반란자의 수를 70,000 명이라고 추산했고 파울루스 오로시우스도 여기에 동의했다.
에우누스가 전쟁에서 얼마나 역할을 담당했는지는 거의 알려져 있지 않다. 노예들의 승리는 모두 킬리키아 사람 클레온이라는 노예가 장군 역할을 하여 거둔 것으로 기록되어 있다. 클레온은 전투 도중에 죽었고 에우누스는 포로로 잡혀 모르간티나로 끌려갔으나 처형당하기 전에 옥중에서 죽었다.
이 전쟁은 로마 공화정에 대항해 발생한 세 차례의 노예전쟁 중 첫 번째 전쟁이었다.